# Dumarao
Dumarao is een gemeente in de Filipijnse provincie Capiz op het eiland Panay. Bij de laatste census in 2007 had de gemeente bijna 43 duizend inwoners.

## Geografie

### Bestuurlijke indeling
Dumarao is onderverdeeld in de volgende 33 barangays:
| - Agbatuan - Aglalana - Aglanot - Agsirab - Alipasiawan - Astorga - Bayog - Bungsuan - Calapawan - Cubi - Dacuton | - Dangula - Gibato - Codingle - Guinotos - Jambad - Janguslob - Lawaan - Malonoy - Nagsulang - Ongol Ilawod - Ongol Ilaya | - Poblacion Ilawod - Poblacion Ilaya - Sagrada Familia - Salcedo - San Juan - Sibariwan - Tamulalod - Taslan - Tina - Tinaytayan - Traciano |

## Demografie
Dumarao had bij de census van 2007 een inwoneraantal van 42.603 mensen. Dit zijn 2.300 mensen (5,7%) meer dan bij de vorige census van 2000. De gemiddelde jaarlijkse groei komt daarmee uit op 0,77%, hetgeen lager is dan het landelijk jaarlijks gemiddelde over deze periode (2,04%). Vergeleken met de census van 1995 is het aantal mensen met 4.566 (12,0%) toegenomen.

De bevolkingsdichtheid van Dumarao was ten tijde van de laatste census, met 42.603 inwoners op 232,56 km², 183,2 mensen per km².